# James White (basket-ball)
Pour les articles homonymes, voir James White et White.
James William White IV est un joueur de basket-ball américain célèbre pour son dunk en longueur très puissant et ses capacités athlétiques mises en évidence lors du NCAA Slam Dunk Contest de 2006. Il a joué en NCAA dans l'équipe universitaire des Gators de Floride lors des saisons 2001 et 2002 et des Bearcats de Cincinnati de 2003 à 2006.

## Biographie
James White est sélectionné par les Trail Blazers de Portland lors de la Draft 2006 de la NBA, mais il est immédiatement envoyé aux Pacers de l'Indiana où il n'est pas conservé. Il joue par la suite quelques rencontres avec les Spurs de San Antonio.
En septembre 2007, il signe pour le club turc Fenerbahçe Ülkerspor. Après une seule saison en Turquie, il revient aux États-Unis pour évoluer en D League. Durant cette même saison, il signe deux contrats de dix jours successifs avec les Rockets de Houston, puis signe un nouveau contrat avec ceux-ci.
En septembre de la même année, un échange l'envoie chez les Denver Nuggets mais il n'est pas conservé par la franchise du Colorado à l'issue des matchs de pré-saison. Il rejoint alors le club russe Spartak Saint-Pétersbourg qui évolue en Superligue le 10 novembre 2009.
En 2010, il rejoint le club Italien du Dinamo Basket Sassari dans la Lega A. Il est le meilleur marqueur de ce championnat cette saison avec une moyenne de 20,2 points par rencontre. En août 2011, il signe un contrat d'un an avec le Scavolini Pesaro
Le 4 juillet 2012, il signe un contrat de vétéran minimum avec les Knicks de New York, contrat qui prend effet officiellement à compter du 11 juillet 2012.
Il a réussi à faire un dunk entre ses jambes de la ligne des lancers francs, jamais quelqu'un ne l'avait fait auparavant.
White est nommé meilleur joueur de la 6e journée du Last 16 de l'EuroChallenge 2013-2014 avec une évaluation de 31 (28 points à 9 sur 15 au tir et 7 rebonds) dans une victoire cruciale du Pallacanestro Reggiana sur le KK Krka Novo Mesto.
Pour la saison 2014-2015, il s'engage avec le club russe de l'UNICS Kazan et ses statistiques en VTB United League sont de 9,0 points, 3,8 rebonds et 9,7 d'évaluation. En Euroligue il marque en moyenne 10 points, prend 4,9 rebonds pour une évaluation de 10,5 en 10 matchs et enfin en EuroCoupe, il marque 13,4 points et prend 3,3 rebonds pour une évaluation de 13,6. Après une saison collective bien en dessous des objectifs d'un effectif de bonne qualité, le club décide à l'intersaison de se séparer de plusieurs joueurs dont James White et D'Or Fisher. Un mois plus tard, White signe un contrat chez le champion de Croatie, vice champion de la Ligue adriatique, le Cedevita Zagreb.

## Palmarès
- Champion de la Division Atlantique en 2013 avec les Knicks de New York.
- Coupe de Croatie 2016